# Ebbe Stub Wittrup
Ebbe Stub Wittrup (født 12. januar 1973 i Aarhus) er en dansk billedkunstner. Han er uddannet fra Academy of Fine Arts i Prag i 1999, og i 2010 modtog han Statens Kunstfonds treårige arbejdslegat. Ebbe Stub Wittrup har fra 2013-19 været lektor i mediekunst på Det Jyske Kunstakademi.
I sin kunstneriske praksis arbejder Wittrup konceptuelt med forskellige medier, og siden 1990erne har hans praksis især kredset om fotografiet. Mange af Wittrups fotografiske værker kan beskrives som enten neorealistiske snapshots eller som konceptuelle fotografier, der bl.a. kredser om mytologi og perception, og værkerne sammensættes ofte med andre medier, såsom video, tekst eller objekter.
Ebbe Stub Wittrup har udstillet på både gruppe- og soloudstillinger, herhjemme såvel som i udlandet. Han er i dag repræsenteret i en række kunstsamlinger: Albright-Knox Gallery, New York, USA, Statens Museum for Kunst, ARoS Aarhus Kunstmuseum, Statens Kunstfond, Ny Carlsbergfondet, Det Nationale Fotomuseum, Thyssen-Bornemisza Contemporary Art Foundation, Wien, Østrig, og Faulconer Gallery, Iowa, USA.
Ebbe Stub Wittrup er medlem af kunstnersammenslutning Den Frie fra 2016 og Kunstnersamfundet fra 2009. Han er bestyrelsesmedlem i Charlottenborg Fonden/Forårsudstillingen 2009-13 samt bestyrelsesmedlem på Overgaden Institut for Samtidskunst.

## Hovedværker og -udstillinger

### Botanical Drift
På udstillingen Botanical Drift (Copenhagen Contemporary, 25. juni til 19. juli 2020) præsenterede Ebbe Stub Wittrup en række botaniske objekter, hvis mening og værdi har ændret sig som følge af det 18. århundredes tiltagende koloniseringen og globaliseringen. Herigennem satte udstillingen spørgsmålstegn ved den genskrivning af oprindelige kulturer, der har fundet sted i perioden, med udgangspunkt i fortællingen om den danske botaniker Nathaniel Wallich (1786-1854), der er kendt som en af tidens førende botanikere.
Udstillingen bestod af fire stedspecifikke og selvstændige installationer, der hver især gav form til skiftende politiske og økonomiske magtstrukturer, kulturer og forståelser. Såsom originale pres af planter, indsamlet og navngivet af Wallich, indsat i udstillingsbokse af en særlig type asketræ, også navngivet af Wallich. Her spiller særligt sproget en vigtig rolle, idet navngivningen bliver et eksempel på sprog som magtmiddel. Her sættes den vestlige økonomiske og videnskabelige logik over den lokale viden og erfaring, når den oprindelige befolknings navngivning af floraen overskrives af en dansk botaniker med latinske betegnelser.
Men sproget kan også fungere som en modstandskraft som i 24 Characters, hvor Wittrup har støbt håndtegn (kaldet mudrās) som store sortbemalede bronzefigurer. Mudrās er en kommunikationsform baseret på håndtegn, der i dag bl.a. benyttes indenfor yoga, men som dengang ikke umiddelbart kunne oversættes eller forstås af kolonimagten.
Udstillingen på Copenhagen Contemporary blev præsenteret i samarbejde med kunsthallen Gl. Holtegaard, og mens Botanical Drift var en præsentation af Ebbe Stub Wittrups skulpturelle værker og installationer, var Photographs på Gl. Holtegaard (24. januar til 13. april 2020) en udstilling af Wittrups fotografiske værker fra de seneste ti år.

### Devil's Bridges
Ebbe Stub Wittrups serie Devil’s Bridges (2006-2010) undersøger en række mystiske brokonstruktioner, såkaldte ”djævlebroer”, der især findes i Sydeuropa. Serien består af sort/hvide fotografier af broerne, der bygget i Middelalderen. Broerne har fået deres navn, da de efter sigende er konstrueret i pagt med djævlen. Broerne virker nemlig næsten umulige i deres udførsel, og ifølge legenden var det derfor nødvendigt at alliere sig med djævlen, der til gengæld fik den første sjæl, der krydsede broen. Det er ikke første gang i kunsthistorien, af de mystiske broer afbildes, bl.a. har J.M.W. Turner malet djævlebroen ved Skt. Gotthards passage i Schweiz, der også indgår i Wittrups serie.

### After Matyushin's Guide to Color
Serien After Matyushin’s Guide to Colour (2014) består af 42 unikke fotogrammer. Fotogrammerne bygger både på Matyushins farveteori fra 1930’erne, hvor ideen om en fjerde sansedimension præsenteres, men også på en række mystiske fortællinger fra Harris Island i Skotland, som Stub Wittrup selv har besøgt. Angiveligt er flere mennesker forsvundet fra øen indenfor de sidste mange århundreder, for så at dukke op adskillige år senere – uden at være blevet en dag ældre. På sin egen rejse til øen medbringer Wittrup et negativ, hvorpå der, til trods for at det aldrig anvendes, alligevel viser sig en firkant, da det fremkaldes. Seriens fotogrammer bliver på den måde et tankeeksperiment, hvor de både repræsenterer en afbildning af stedet, hvorhen Harris Islands beboere forsvinder, og af Matyushins fjerde dimension.

### Figures of Perception
Ebbe Stub Wittrup undersøger den menneskelige opfattelsesevne i serien Figures of Perception (2016), hvor han eksperimenterer med at gøre illusioner til virkelighed. Serien er baseret på den danske psykolog Edgar Rubin og hans kendte illustration ”Rubins vase”, der sammen med andre lignende tegninger skulle demonstrere, hvordan mennesker distingverer mellem forgrund og baggrund. Rubins vase kan derfor både opfattes som en vase, men også som to ansigter set i profil. I Perception Figures tager Ebbe Stub Wittrup udgangspunkt i Rubins tegninger ved at afstøbe de abstrakte tegninger. Afstøbningerne er efterfølgende blevet fotograferet, hvorved figurerne går fra at være noget illusionistisk til noget konkret, der kan fanges med et kamera.

## Udvalgte udstillinger
Copenhagen Contemporary: Botanical Drift (soloudstilling) (2020)
Gl. Holtegaard: Photographs (soloudstilling) (2020)
Albright-Knox Gallery: We the People: New Art from the Collection (gruppeudstilling) (2018)
ARoS Aarhus Kunstmuseum: Cool, Calm and Collected (2017-18)
Martin Asbæk Gallery: Figures of Perception (soloudstilling) (2016)
Braunschweig Kunstverein: Ebbe Stub Wittrup (soloudstilling) (2016)
Kunsthalle São Paulo: Ebbe Stub Wittrup (soloudstilling) (2016)
OVERGADEN Institut for samtidskunst: trust (2015)
ARoS Aarhus Kunstmuseum: The Third Room (soloudstilling) (2014)
Sorø Kunstmuseum: IM-MATERIALITET NO. 3 (BEVIDSTHED) (2014)
Kirchner Museum Davos: Presumed Reality (soloudstilling) (2013)
OVERGADEN Institut for samtidskunst: The Voice of Things (soloudstilling (2012)
Den Frie: Life Clock (gruppeudstilling) (2012)
Nusser & Baumgart: Presumed Reality (soloudstilling) (2011)
Brandts: Enter Triennalen II (2011)
Parisconcret: Cross field (2011)
Martin Asbæk Gallery: Burning in Water Drowning in Flames (soloudstilling) (2010)
China Pingyao International Photography Festival (2010)
ARKEN – Museum for Moderne Kunst: NORDISKE STEMNINGER – Vor tids landskabsfotografi (2008)
Esbjerg Kunstmuseum: Spor (2008)
Third Lianzhou International Photography Festival (2007)
Den Sorte Diamant – Det Nationale Fotomuseum: Achtung – Kunst! (2007)
Kunsthal Charlottenborg: Efterårsudstillingen (2005)

## Udvalgte publikationer
Hvedekorn nr. 2+3. Rosinante & Co., København, 2017. ISBN 9788763851442
Perception Objects. Corner Kiosk, København, 2015. ISBN 9788799763023
The Third Room. Catalogue text by Graham Harman. ARoS Aarhus Kunstmuseum & Revolver Publishing, Berlin, 2014. ISBN 9783957631046
Eight Coloured Cards. Revolver Publishing, Berlin, 2013.
The Voice of Things. Space Poetry, København, 2013. ISBN 9788776031374
Hvedekorn nr. 2. Rosinante & Co., København, 2012. ISBN 9788763823975
Op lysning. Space Poetry, København, 2011. ISBN 9788776031152
Presumed Reality. Hatje Cantz Verlag, Berlin, 2011. ISBN 9783775732161
Leporello#15. Arena, København, 2010. ISBN 9788774052272
OUTFROMUNDER. Space Poetry, København, 2007. ISBN 8776030741
MEANWHILE NOW. Space Poetry, København, 2007. ISBN 9788776030285
Asterisk nr. 29. Forlaget * [asterisk], København, 2005.
Places to go, People to see. Die Gestalten Verlag, Berlin, 2001. ISBN 9783931126520
Exciting Comfort. Space Poetry, København, 2000. ISBN 9788789783635
Katalog, Picture Book. Ny Carlsberg Glyptotek, København, 1995.

## Eksterne links
- Ebbe Stub Wittrup Arkiveret 27. oktober 2020 hos  Wayback Machine
- Martin Asbæk Gallery Arkiveret 29. oktober 2020 hos  Wayback Machine
- Timothy Morton - Object-oriented ontology